# Mere (sklep)
Mere – rosyjska sieć sklepów dyskontowych. Sieć działa pod szyldem Swietofor (ros. Светофор) i ma około 800 sklepów.
W Polsce planowane było otwarcie 105 placówek. Po ogłoszeniu zamknięcia działalności w 2022 r. pod nazwą Mere, sieć powróciła w 2024 r. pod nową nazwą MyPrice.

## Działalność międzynarodowa
Sieć działała w krajach:
- Belgia
- Rosja
- Kazachstan
- Białoruś
- Chiny
- Rumunia (pierwszy otwarto w Snagovii)
- Niemcy (pierwszy sklep otwarto w Lipsku)
- Polska (pierwszy otwarto w Częstochowie)

## Struktura i zasady działania
Ceny w sklepach miały być 20% niższe od rynkowych. Uzyskiwali to się poprzez:
- niską marżę sklepu
- współpracę z producentami
- brak opłat dla producentów za tzw. „wejście” (czyli dopuszczenie do sprzedaży produktu w sklepie)
- brak innych opłat, bonusów dla sklepów, które czasem musi płacić producent

Powierzchnia sklepu miała wynosić od 800 do 1200 metrów kwadratowych. Struktura asortymentu składała się 70% żywność, oraz 30% artykułów „nieżywnościowych”. Sklep miał zatrudniać 20 pracowników.
Towary były sprzedawane prosto z palet i opakowań zbiorczych.
Każdy proponowany lokal pod sklep musiał posiadać parking dla samochodów (co najmniej 30-40).

## Historia
Piewszy sklep w Polsce otwarto 26 lipca 2020 r. w Częstochowie. Według prasy ceny były niższe o ok. 20% od typowych na rynku detalicznym. Dziennikarze Gazety Wyborczej sprawdzili ceny na przykładowym koszyku zakupów i okazało się, że Mere był tańszy od Lidla i Biedronki. Rachunek w Mere wyniósł 56,67 zł, w Biedronce 88,66 zł, a w Lidlu ponad 100 złotych (101,11 zł).

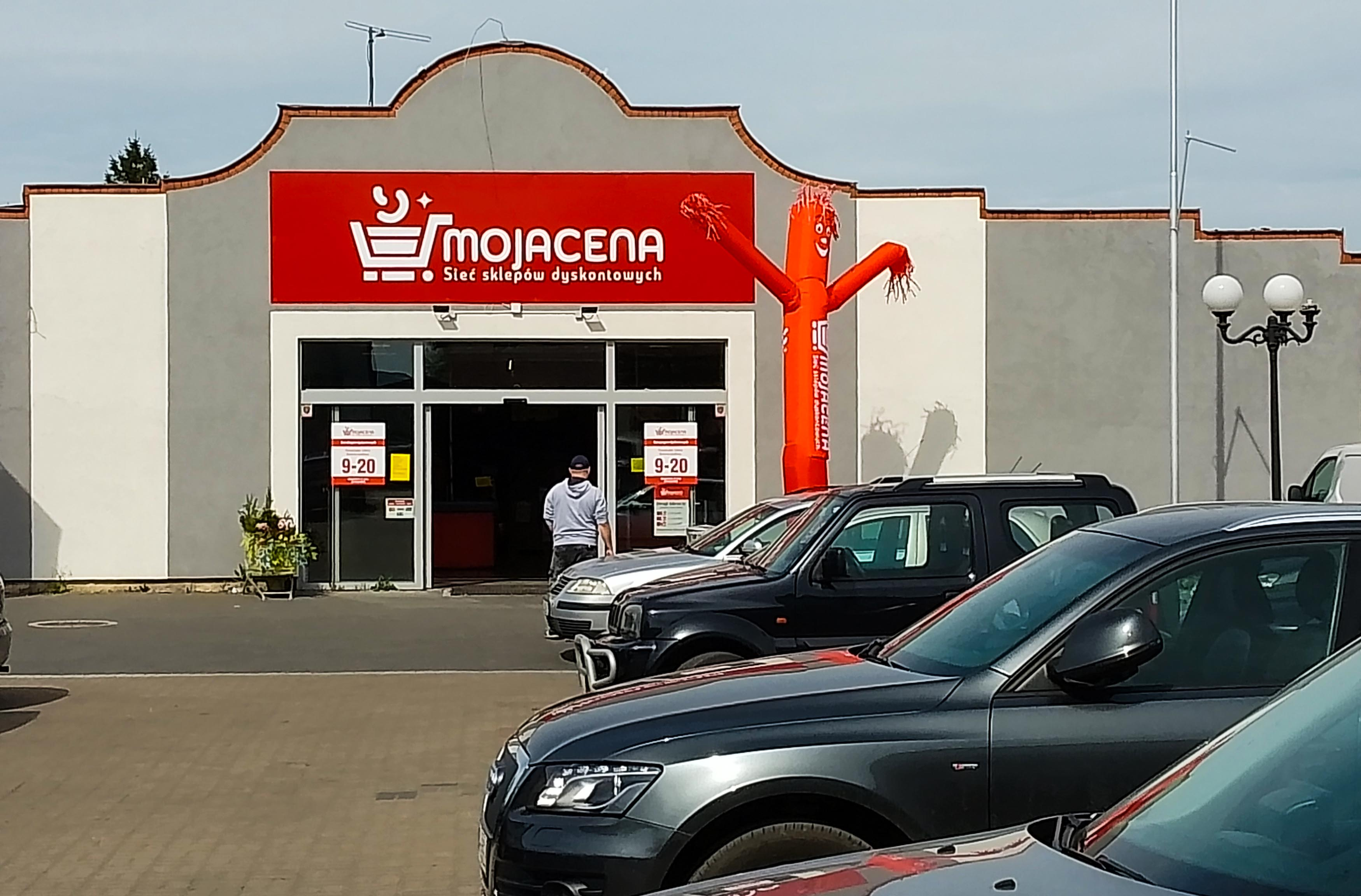
Mojacena w Siedlcach dalej działająca 29 kwietnia 2025 r. mimo nałożonych wcześniej sankcji

W 2021 r. na Ukrainie wprowadzono zakaz prowadzenia przez Mere działalności, z powodu powiązań z rosyjskimi służbami specjalnymi.
Na początku kwietnia 2022 r. w Polsce aktywiści zorganizowali akcję protestacyjną związaną z krytką Mere jako sieci rosyjskiej, w związku z inwazją Rosji na Ukrainę. Sieć ogłosiła zakończenie swojej działalności w Polsce pod koniec czerwca 2022 r. W lutym 2024 r. Mere wróciła na europejski rynek pod zmienioną nazwą „MyPrice” otwierając pierwsze sklepy w Belgii. Do Polski weszła latem tego samego roku, otwierając pierwszy sklep w Siedlcach. Kolejny otwarto w Oleszewie-Borkach, następny w Warszawie w marcu 2025 r. Również w marcu sieć przeszła rebranding nazwy na Mojacena. 24 kwietnia 2025 r. na sieć nałożono sankcje i zakończono jej działalność w Polsce. Mimo nałożonych sankcji, sieć dalej działała przez jeszcze kilka dni.